# Zitronen-Falterfisch
Der Zitronen-Falterfisch (Chaetodon miliaris), auch Hirsekorn-Falterfisch genannt, ist eine Art aus der Familie der Falterfische. 
Der Zitronen-Falterfisch erreicht eine Länge von bis zu 13 cm. Er lebt einzeln, paarweise oder in großen Schwärmen im Pazifik bei Hawaii, wo er der häufigste Falterfisch ist. Man hat ihn von einem Tauchboot schon in 250 Meter Tiefe beobachtet.
Zitronen-Falterfische ernähren sich von Plankton und sind auch Laichräuber. In großen Schwärmen plündern sie die Gelege der Riffbarsche, die sich gegen die Masse von Angreifern nicht wehren können. 